# 컬러 렌더링
컬러 렌더링(Color rendering) 또는 연색성은 광원이 다양한 물체의 색을 충실하게 나타내는 능력(즉, 이상적인 광원이나 자연광과 비교하여 조명 이색성을 생성하는 능력)을 말한다. 색 렌더링이 좋은 광원은 신생아 치료 및 미술 복원과 같이 색에 민감한 응용 분야에서 바람직하다. 국제 조명 위원회(CIE)는 이를 다음과 같이 정의한다.

기준 조명 아래에서의 물체의 색상과 의식적 또는 무의식적 비교를 통해 물체의 색상에 미치는 조명의 영향.

## 정량적 측정
광원의 컬러 렌더링을 인간의 눈이나 카메라로 측정하기 위해 다양한 정량적 측정법이 고안되었다. 주요 측정법은 다음과 같다.
- 연색 지수(CRI), CIE 1974. 현재는 결함이 있는 것으로 인정되지만, 소비자 조명에 널리 사용되고 있다. 1999년에 업데이트되었지만 거의 따르지 않는다.
- 텔레비전 조명 일관성 지수(TLCI), EBU 2012. 고CRI LED 조명과 결과가 크게 다를 수 있는 카메라 및 화면의 스펙트럼 응답을 다룬다.[3]
- 스펙트럼 유사성 지수(SSI), AMPAS 2016 (2020년 개정). CRI 및 TLCI의 색상 샘플 개념을 버리고 스펙트럼의 모양을 직접 다룬다. 색상 샘플이 없으므로 SSI는 컬러 렌더링을 측정하지 않지만, 기준 광원과 비교하여 테스트 광원의 잠재적 컬러 렌더링 품질을 나타내는 데 자주 사용되므로 여기에 포함된다. SMPTE 2122로 발행되었다.[4]
- IES TM-30, 2015 (2020년 개정). 업데이트된 색상 변환, 더 많은(99개) 색상 샘플, 색역 크기 및 색조 변화와 같은 추가 "쾌적성" 요인에 대한 점수를 포함하는 CRI 관련 측정법이다. 여전히 인간 참가자를 사용한다. 2015년에 CRI를 대체하도록 CIE의 승인을 받았다.[5]

## 배경
연구자들은 전기 조명의 색 렌더링을 비교하기 위한 기준으로 햇빛을 사용했다. 1948년, 햇빛은 "다양한 색상을 (1) 보여주고, (2) 미세한 색상 차이를 구별하기 쉽게 하며, (3) 주변 사물의 색상이 명확히 자연스러워 보이기" 때문에 좋은 색 렌더링을 위한 이상적인 조명원으로 묘사되었다.
20세기 중반 무렵, 색상 과학자들은 인공 조명이 색상을 정확하게 재현하는 능력을 평가하는 데 관심을 가졌다. 유럽 연구자들은 "대표적인" 스펙트럼 대역에서 스펙트럼 파워 분포(SPD)를 측정하여 조명을 설명하려고 시도한 반면, 북미 연구자들은 기준 물체에 대한 조명의 색채학적 효과를 연구했다.

## 척도

### 연색 지수
1974년의 연색 지수(CRI)는 색상 렌더링에 대한 CIE 위원회 연구의 결과물이다. 이는 분광광도법을 요구하는 대신 인간 피험자 패널을 사용하여 미국 색채학적 접근 방식을 사용한다. 다양한 색조의 8개 샘플을 두 조명으로 번갈아 비추고 색상 모양을 비교한다. 당시에는 색상 모양 모델이 존재하지 않았기 때문에 적합한 색 공간인 CIEUVW에서 색상 차이를 기반으로 평가하기로 결정했다. 색도 잔차는 기준 조명과 비교하기 전에 색적응 변환으로 해결된다. 각 색상 차이는 하위 점수로 변환되었고, 8개의 하위 점수가 평균화되어 최종 점수인 Ra를 산출한다.

### 텔레비전 조명 일관성 지수
일찍이 1971년에 BBC 연구원들은 텔레비전을 위한 CRI의 아날로그를 고안했다. 당시에는 광원의 비교적 넓은 대역폭 특성으로 인해 CRI가 텔레비전 카메라의 색상 렌더링을 여전히 근사화했지만, LED 조명의 출현으로 이러한 가정이 빠르게 무너졌다. 그 결과, 유럽 방송 연맹은 2012년에 텔레비전 조명 일관성 지수(TLCI) 개념을 재도입했으며, 2013년에는 혼합 조명을 위한 텔레비전 조명기 매칭 계수(TLMF)를 도입했다.
TLCI를 계산하기 위해서는 먼저 광원의 스펙트럼 파워 분포(SPD) 전체를 측정한다. 이 SPD에서 상관 색온도(CCT)를 찾아 기준 조명을 제공한다. 테스트 및 기준 조명 아래에서 컬러 체커 이미지는 알려진 반사율과 평균 HDTV 카메라 및 디스플레이의 색상 곡선을 사용하여 시뮬레이션된다. 차이점은 CIEDE2000에서 계산된다. TLMF에서는 CCT로 기준이 지정되는 것이 아니라 사용자가 직접 지정한다.

### 스펙트럼 유사성 지수
2016년의 스펙트럼 유사성 지수(SSI)는 색상 샘플 비교를 완전히 포기하고 대신 한 광원의 SPD를 기준과 직접 비교하는 척도이다. 개발자들은 카메라 간의 차이로 인해 TLCI는 3칩 텔레비전 카메라만 설명할 수 있으며, 단일 칩 디지털 시네마, 스틸 카메라 또는 필름의 더 다양한 스펙트럼 민감도를 설명할 수 없다고 주장한다. (이론적으로 색상 젤 또한 TLCI로 포착하기 어려운 변형을 야기한다.)
SSI는 375~675 nm 범위의 5nm 간격으로 두 개의 통합 정규화된 SPD를 취하고 그들 사이의 가중 상대 차이를 찾아 계산한다. 이 가중 상대 차이는 컨볼루션되고, 결과의 크기는 100점 값으로 변환된다. 낮은 SSI는 잠재적인 색상 렌더링 문제에 대한 경고일 뿐, 문제의 존재를 확인하거나 어떤 오류가 발생할 가능성이 있는지 나타내지 않는다.

### TM-30
TM-30은 현재(2021년 기준) CIE가 인간이 인지하는 색상 렌더링에 대해 권장하는 측정법이다. 이는 전체 충실도 지수(Rf), 채도 변화에 대한 전체 색역 지수(Rg), 색역 모양 그래프, 16개 색조 범위 각각에 대한 채도, 색조, 색상 충실도에 대한 상세 값, 그리고 99개 샘플 색상 각각에 대한 색상 충실도 점수를 포함한 대규모 출력 세트를 생성한다. CAM02-UCS 색 공간을 사용한다. Rf는 CIE에 의해 CIE 224:2017 "색상 충실도 지수"(CFI)로 채택되었다.
다른 새로운 척도와 마찬가지로, TM-30은 동일한 CCT의 SPD를 참조하여 SPD로부터 계산된다. TM-30의 독특한 점은 색상 재현의 충실도(정확성)를 넘어 색상 렌더링의 다른 측면을 설명한다는 것이다. 이 추가 정보는 예를 들어 특정 디자인 기준 하에서 피부 톤의 선명도를 위해 충실도를 희생할 수 있게 한다. TM-30 부록 E에는 세 가지 참조 디자인 의도와 우선순위 수준이 정의되어 있다.

### 기타 척도
앞서 언급된 척도들이 CRI를 대체하기 위해 고안되기 전에, 다른 여러 측정법이 제안되었다. 그러나 이들 중 어느 것도 널리 사용되지는 않았다.
R96a, 1999
원본 색상 샘플의 진부화/손실과 색도계의 일부 개선 사항을 고려하기 위한 CRI 개정판. ColorChecker 샘플, CIELAB 및 CIECAT94를 사용한다.
색상 품질 척도, 2005
NIST가 제안한 CRI Ra 대체. 더 채도가 높은 샘플, CIELAB 및 CMCCAT2002를 사용한다. 점수 산정 방식이 수정되었다.
색역 면적 지수, 2010
색역 면적의 측정값. 충실도 측정값(예: CRI)과 함께 사용하면 단독으로 사용하는 것보다 선호도를 더 잘 예측한다.

### 참고 문헌
- Barnes, Bentley T. (December 1957). 《Band Systems for Appraisal of Color Rendition》. 《JOSA》 47. 1124–1129쪽. Bibcode:1957JOSA...47.1124B. doi:10.1364/JOSA.47.001124.
- Crawford, Brian Hewson (December 1959). 《Measurement of color rendering tolerances》. 《JOSA》 49. 1147–1156쪽. Bibcode:1959JOSA...49.1147C. doi:10.1364/JOSA.49.001147.
- Nickerson, Dorothy (January 1960). 《Light sources and color rendering》. 《JOSA》 50. 57–69쪽. Bibcode:1960JOSA...50...57N. doi:10.1364/JOSA.50.000057.
- Schanda, János; Sándor, Norbert (2003). 《Colour rendering, past – present – future》. International Lighting and Colour Conference, Cape Town, South Africa, Nov 2–5, 2003. 76–85쪽.